# 1609 Brenda
Brenda (asteróide 1609) é um asteróide da cintura principal com um diâmetro de 29,64 quilómetros, a 1,937598 UA. Possui uma excentricidade de 0,2498818 e um período orbital de 1 516,33 dias (4,15 anos).
Brenda tem uma velocidade orbital média de 18,53214757 km/s e uma inclinação de 18,66519º.
Esse asteróide foi descoberto em 10 de Julho de 1951 por Ernest Johnson.